# 洛陽三十三所観音霊場

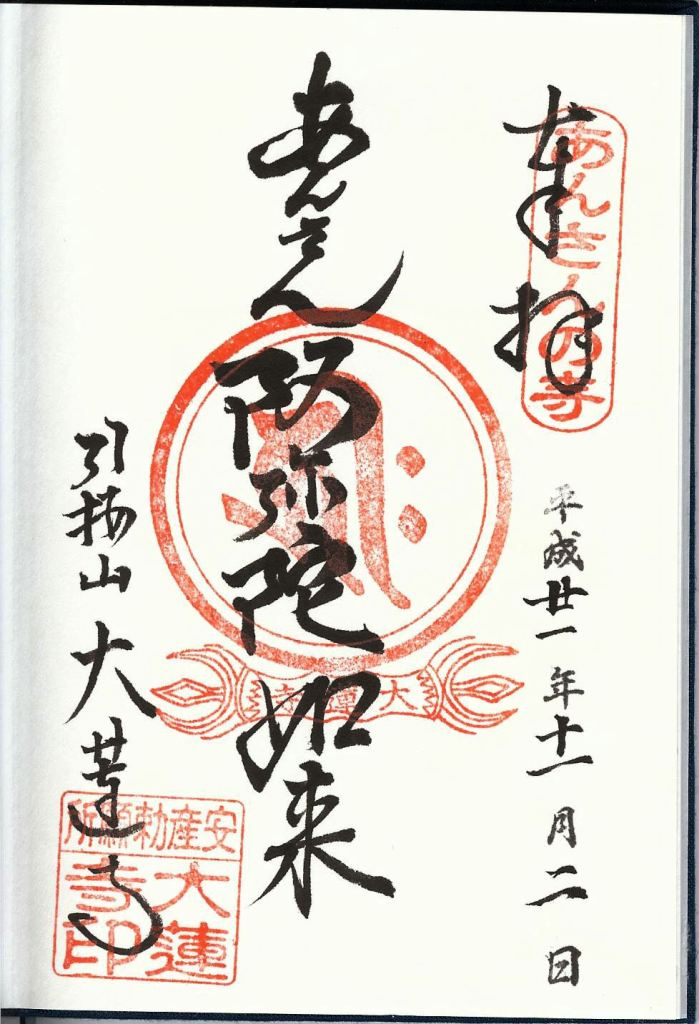
大蓮寺の御朱印「阿弥陀如来」

洛陽三十三所観音霊場（らくようさんじゅうさんしょかんのんれいじょう）は、観音巡礼の一つ。観音菩薩を祀る京都府京都市の三十三箇所の寺院からなる観音霊場。広範囲に札所があって多くの人には参拝が困難だった西国三十三所の代わりとして、平安時代に後白河法皇が定めたとされる。室町時代には革堂行願寺に始まり北野天満宮に終わる札所が定着するが、応仁の乱などにより一時中断する。
寛文5年（1665年）に霊元天皇の勅令により中興され、六角堂頂法寺に始まり清和院に終わる札所が定まるが、明治維新時の廃仏毀釈で札所の中に廃寺となるものなどがあり、再び中断する。
現在の札所は2005年（平成17年）に復活した。できるだけ江戸時代の札所を再現し、廃寺や神仏分離により札所本尊が別の寺に移動した場合は、その寺を新たな札所としている。そのため順打ちをした場合、不自然な移動となる箇所がある。
なお、江戸三十三観音札所は洛陽三十三所観音霊場を模して始まったという説を柳亭種彦が主張している。

## 霊場一覧
| 番 | 注     | 寺名               | 宗派・寺格         | 霊場本尊     | 所在地                                      |
| -- | ------ | ------------------ | ------------------ | ------------ | ------------------------------------------- |
| 1  |        | 六角堂頂法寺       | 単立               | 如意輪観音   | 中京区六角通東洞院西入堂之前町248           |
| 2  |        | 誓願寺             | 浄土宗西山深草派   | 十一面観音   | 中京区新京極桜之町453                       |
| 3  |        | 清荒神護浄院       | 天台宗             | 准胝観音     | 上京区荒神口通寺町東入荒神町122             |
| 4  |        | 革堂行願寺         | 天台宗             | 千手観音     | 中京区寺町通竹屋町上ル行願寺門前町17        |
| 5  | □・注1 | 真如堂新長谷寺     | 天台宗             | 十一面観音   | 左京区浄土寺真如町82                        |
| 6  | 注2    | 金戒光明寺         | 浄土宗             | 千手観音     | 左京区黒谷町121                             |
| 7  | 注3    | 長楽寺             | 時宗               | 准胝観音     | 東山区円山町626                             |
| 8  |        | 大蓮寺             | 浄土宗             | 十一面観音   | 左京区東山二条西入ル一筋目下ル457           |
| 9  |        | 青龍寺             | 浄土宗             | 聖観音       | 東山区河原町通八坂鳥居前下ル南町411         |
| 10 | 注4    | 清水寺善光寺堂     | 北法相宗           | 如意輪観音   | 東山区清水一丁目294                         |
| 11 | 注5    | 清水寺奥の院       | 北法相宗           | 三面千手観音 | 東山区清水一丁目294                         |
| 12 | ◎・注4 | 清水寺本堂         | 北法相宗           | 千手観音     | 東山区清水一丁目294                         |
| 13 | 注4    | 清水寺朝倉堂       | 北法相宗           | 千手観音     | 東山区清水一丁目294                         |
| 14 | 注4    | 清水寺泰産寺       | 北法相宗           | 千手観音     | 東山区清水一丁目294                         |
| 15 | □      | 六波羅蜜寺         | 真言宗智山派       | 十一面観音   | 東山区五条通大和大路上ル東入                |
| 16 |        | 仲源寺             | 浄土宗             | 千手観音     | 東山区四条通大和大路東入ル祇園町南側585     |
| 17 | ◎      | 蓮華王院三十三間堂 | 天台宗             | 千手観音     | 東山区三十三間堂廻り町657                   |
| 18 | 注6    | 善能寺             | 真言宗泉涌寺派     | 聖観音       | 東山区泉涌寺山内町34                        |
| 19 |        | 今熊野観音寺       | 真言宗泉涌寺派     | 十一面観音   | 東山区泉涌寺山内町32                        |
| 20 | ◎      | 泉涌寺             | 真言宗泉涌寺派     | 楊貴妃観音   | 東山区泉涌寺山内町27                        |
| 21 |        | 法性寺             | 浄土宗西山禅林寺派 | 千手観音     | 東山区本町一六丁目307                       |
| 22 |        | 城興寺             | 真言宗泉涌寺派     | 千手観音     | 南区東九条烏丸町7-1                         |
| 23 | □      | 教王護国寺         | 東寺真言宗         | 十一面観音   | 南区九条町1                                 |
| 24 |        | 長圓寺             | 浄土宗             | 聖観音       | 下京区松原通大宮西入中堂寺西寺町33          |
| 25 |        | 法音院             | 真言宗泉涌寺派     | 不空羂索観音 | 東山区泉涌寺山内町30                        |
| 26 |        | 正運寺             | 浄土宗             | 十一面観音   | 中京区蛸薬師通大宮西入因幡町112             |
| 27 |        | 因幡堂平等寺       | 真言宗智山派       | 十一面観音   | 下京区松原通烏丸東入因幡堂町728             |
| 28 | □      | 壬生寺中院         | 律宗               | 十一面観音   | 中京区壬生椰ノ宮町31壬生寺内                |
| 29 |        | 福勝寺             | 真言宗善通寺派     | 聖観音       | 上京区出水通千本西入ル七番町323-1           |
| 30 |        | 椿寺地蔵院         | 浄土宗             | 十一面観音   | 北区一条通り西大路東入る大将軍川端町2       |
| 31 |        | 東向観音寺         | 真言宗泉涌寺派     | 十一面観音   | 上京区今小路通御前通西入上る観音寺門前町863 |
| 32 | □      | 廬山寺             | 天台圓淨宗         | 如意輪観音   | 上京区寺町通広小路上る                      |
| 33 |        | 清和院             | 真言宗智山派       | 聖観音       | 上京区七本松通一条上る一観音町428-1         |

- ◎は札所の堂、または納経所が有料拝観区域にあり、拝観料が必須の札所
- □は寺の一部に有料拝観区域があるものの、札所の堂および納経所は無料区域にある札所
- 注1・・朱印は真如堂本堂内で行っている。
- 注2・・金戒光明寺は御影堂が納経所となっている。普段は拝観料不要だが、紅葉期のみ拝観料を要する。
- 注3・・境内は全域拝観料が必要だが、巡礼で本堂のみの参拝であることを申し出ると拝観料が免除される。庭園や宝物館などにも入る場合は通常通り拝観料が必要。
- 注4・・朱印は本堂を過ぎたところにある「清水寺納経所」で行っている。
- 注5・・朱印は清水寺奥の院にある独自の納経所と「清水寺納経所」の両方で行っている。独自の納経所は開いている時間が短く、開いている時間も納経が可能な係員がいるとは限らない。独自の納経所で納経ができない時間帯は「清水寺納経所」のみで納経を行っている。なお、双方の印は字体が一部異なっている。
- 注6・・朱印は拝観料が必要となる区域にある泉涌寺納経所で行っている。